# NGC 5502
NGC 5502 је спирална галаксија у сазвежђу Велики медвед која се налази на NGC листи објеката дубоког неба.
Деклинација објекта је + 60° 24' 36" а ректасцензија 14h 9m 33,9s. Привидна величина (магнитуда) објекта NGC 5502 износи 15,3 а фотографска магнитуда 16,1. NGC 5502 је још познат и под ознакама NGC 5503, MCG 10-20-77, NPM1G +60.0140, PGC 50508.